# Atacameño

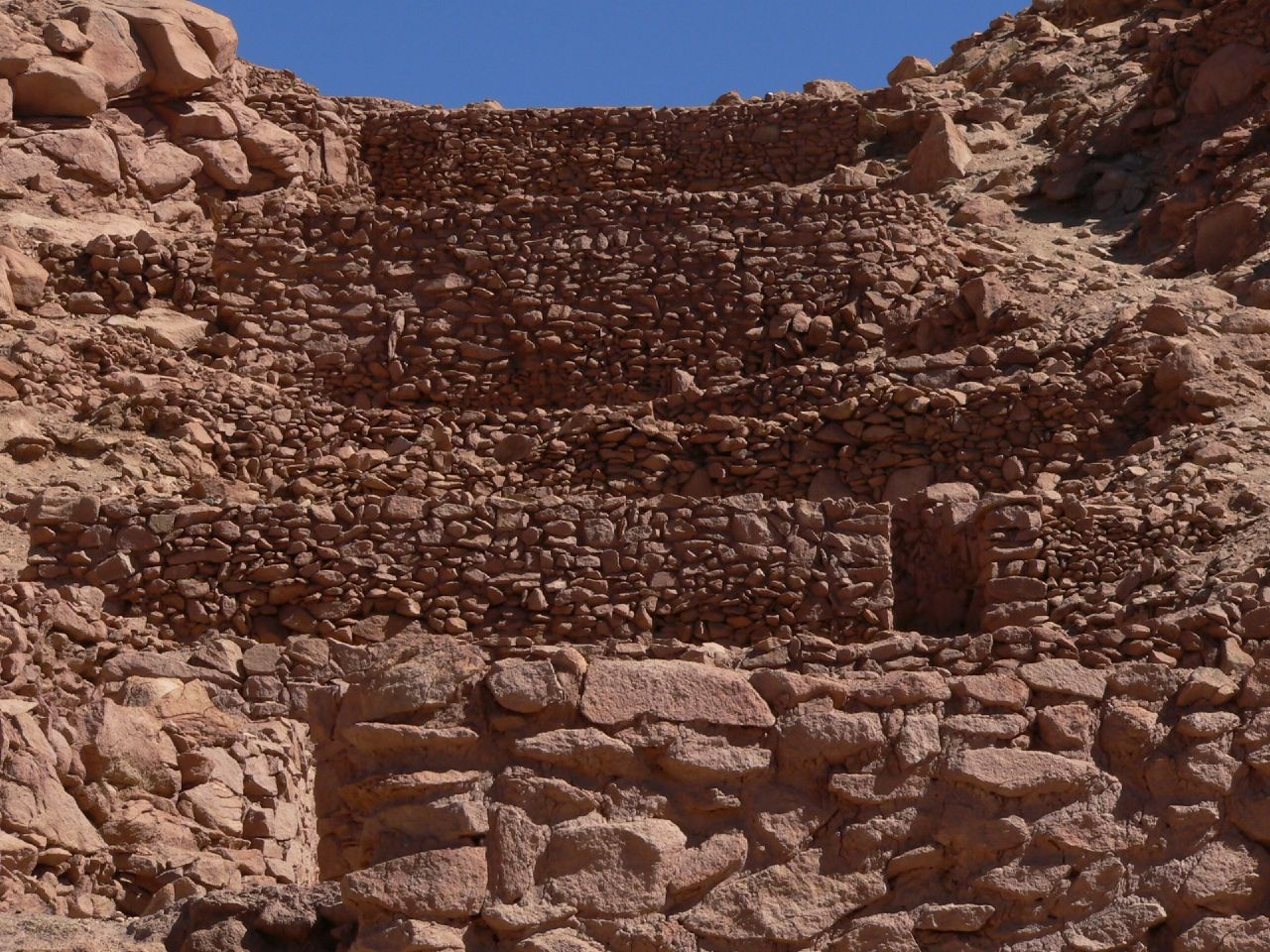
Un villaggio Atacameño

Gli Atacameño, chiamati anche Lickan-antay, sono una tribù di Nativi americani stanziati nel Deserto di Atacama, in Cile, Argentina e Bolivia. alcuni villaggi sono situati anche nella Cordigliera delle Ande.

## Lingua
Gli Atacameño parlavano la lingua Kunza, una lingua parlata in Cile, ma estinta.

## Storia
Intorno al 2000-1000 a.C. gli Atacameño diventarono un popolo sedentario. Durante questo periodo si sviluppò un'economia basata sull'allevamento dei lama e l'agricoltura del mais. Tra il 400 a.C. e il 100 d.C., gli Atacameño si divisero in vari villaggi: Lasana, Chiu-Chiu, Calama, San Pedro de Atacama, Peine, Tilomonte, Toconao. Poi vennero conquistati dagli europei e vennero colpiti da malattie. Avevano costruito vari villaggi in mattoni di terracotta e pietra. Oggi questa tribù sopravvive con un numero esiguo di individui.

## Religione
Gli Atacameño credevano in vari dei e soprattutto nel vulcano Licanabur. Credevano, inoltre, nella vita oltre la morte; per questo seppellivano i morti con vari oggetti per il lungo viaggio verso l'aldilà.